# 30 червня
30 червня — 181-й день року (182-й у високосні роки) у григоріанському календарі. До кінця року залишається 184 дні.

## Свята і пам'ятні дні

### Міжнародні
- ООН: Міжнародний день астероїда. (з 2017 року)
- ООН: Міжнародний день парламентаризму. (ГА ООН A / RES / 72/278)
- ООН: Міжнародний день боротьби зі сколіозом. SAUK (2013)
- День соціальних мереж. (#SMDay)

### Національні
- Україна: День арбітражного керуючого
- ДР Конго: День Незалежності. (1960)
- Сальвадор: Банківське свято.
- Гватемала: День армії.
- Ізраїль: День військово-морського флоту. (יום חיל הים)
- Домініканська Республіка: День вчителя.
- Білорусь: День економіста.
- Данія: День народження Принцеси Александри.
- Чилі: День пожежника-добровольця. (Día del Bombero Voluntario)
- Судан: День революції.

### Релігійні

#### Християнство
- День Святих Першомучеників святої Римської Церкви.
- День Святого Оттона Бамберзького.
- День Блаженного Януарія Сарнеллі.

Православні:
- Собор славних і всехвальних 12-ох апостолів: Петра, Андрія, Якова Зеведеєва, Іоана, брата його, Филипа, Варфоломія, Фоми, Матфея, Якова Алфеєва, Юди Якового, або Фадея, Симона Зилота і Матфія.

## Події
- 1520 — іспанські конкістадори стратили імператора ацтеків Монтесуму II
- 1605 — Лжедмитрій урочисто в'їхав у Москву
- 1792 — до Парижа з «Бойовою піснею Рейнської армії» Руже де Ліля вступив марсельський добровольчий батальйон, після чого пісня стала називатися «Марсельєзою»
- 1798 — Наполеон прибув зі своєю армією до Єгипетського еялету під час Єгипетського походу.
- 1810 — Королівство Голландія включено до складу Французької імперії
- 1876 — Сербське князівство та Князівство Чорногорія оголосили війну Османській імперії.
- 1894 — відкритий найзнаменитіший лондонський міст — Тавер-бридж
- 1894 — Чосон оголосив незалежність від Китаю
- 1908 — у Східному Сибіру в басейні річки Підкам'яна Тунгуска впав та вибухнув так званий «Тунгуський метеорит»
- 1908 — в Одесі пройшов перший у Російській імперії політ на аеростаті
- 1910 — закінчено укладання телефонного кабелю між Європою і Південною Америкою
- 1913 — почалася Друга балканська війна
- 1934 — «ніч довгих ножів» — лідер націонал-соціалістів Адольф Гітлер знищив небажаних друзів і ненависних ворогів-соратників (Рема, фон Шлейхера, Штрассера та ін.). Піднесення СС над СА
- 1940 — за наказом Герінга розпочалася повітряна блокада Великої Британії
- 1941 — Українські Національні збори у Львові проголосили Акт відновлення Української Держави й створили Українське Державне Правління під проводом Ярослава Стецька
- 1945 — Президія Верховної Ради СРСР своїм указом перетворила Кримську АРСР на Кримську область у складі РРФСР
- 1947 — у Мюнхені відновило роботу Наукове товариство імені Тараса Шевченка, перенесене зі Львова.
- 1948 — Вільям Шоклі, Волтер Браттейн і Джон Бардін з «Bell Laboratories» оголосили про створення транзистора
- 1971 — при поверненні на Землю після космічного польоту на Союзі-11 загинув весь екіпаж: Георгій Добровольський, Владислав Волков та Віктор Пацаєв
- 1988 — за непокору церковній реформі папа Іван Павло II відлучив від церкви французького архієпископа Лефебра
- 1991 — у Сімферополі закінчилася перша сесія Курултаю кримських татар, на котрій було сформовано Національний меджліс на чолі з Мустафою Джемілєвим
- 1992 — прийнятий закон про поділ повноважень між державними органами України й Автономною Республікою Крим
- 2013 — почався антиміліцейський протест у селищі Врадіївка
- 2022 — росія покинула захоплений український острів Зміїний, зазнавши великих втрат у живій силі та техніці. З боку росії це було оголошено як «жест доброї волі», а на справді чергова поразка загарбників, що напали на Україну.

## Народились
Дивись також Категорія:Народились 30 червня
- 1470 — Карл VIII, король Франції з 1483 та Неаполю у 1495–1496 (+1498)
- 1789 — Орас Верне, французький живописець-баталіст, автор картини «Мазепа серед вовків» (1826). син художника Карла Верне.
- 1825 — Ерве Флоримон, французький композитор і органіст, засновник музичного театру, автор оперет (найвідоміша «Мадемуазель Нітуш»). Поряд з Жаком Оффенбахом є основоположником французької оперети.
- 1907 — Роман Шухевич (Тарас Чупринка), український політичний і державний діяч, військовик. Член галицького крайового проводу ОУН. Командир з боку українців українського військового підрозділу «Нахтігаль», генерал-хорунжий, головнокомандувач Української повстанської армії, голова Секретаріату УГВР.
- 1911 — Чеслав Мілош, польський поет, прозаїк, перекладач, есеїст, літературознавець, лауреат Нобелівської премії з літератури 1980 року.
- 1914 — Володимир Челомей, український вчений-механік, генеральний конструктор радянської ракетно-космічної техніки.
- 1963 — Інгві Мальмстін, шведський композитор, гітарист-віртуоз.
- 1964  — Ма́ртін Ва́йнек, австрійський актор театру і кіноактор, відомий, перш за все, роллю інспектора Фріца Кунца (нім. Fritz Kunz) в телесеріалі «Комісар Рекс»; також виробник вин
- 1966 — Майк Тайсон, чемпіон світу з боксу у 1986—90, наймолодший серед професіоналів-важковаговиків
- 1975 — Ральф Шумахер, німецький автогонщик, пілот Формули-1.
- 1985 — Майкл Фелпс, американський плавець, єдиний в історії спорту 14-разовий олімпійський чемпіон, 8-разовий чемпіон на одній олімпіаді

## Померли
Дивись також Категорія:Померли 30 червня
- 1109 — Альфонсо VI, кастильський король.
- 1520 — Монтесума II, імператор ацтеків, страчений іспанськими конкістадорами
- 1649 — Сімон Вуе, французький живописець-монументаліст, портретист і декоратор
- 1919 — Джон Вільям Стретт, третій барон Релей, лорд Релей, британський фізик, нобелівський лауреат 1904 року
- 1934 — Грегор Штрассер, німецький політичний діяч, голова лівого крила НСДАП
- 1936 — Єфросинія Зарницька, українська акторка, співачка.
- 1942 — Абрам Маневич, український і американський художник-модерніст, один із засновників Української академії мистецтв.
- 1961 — Лі де Форест, американський винахідник, прозваний «батьком радіо». Винайшов тріод і «аудіон» (ламповий детектор і підсилювач) — основу радіо «дотранзисторного віку»
- 1966 — Ніно (Еміліо) Фаріна, італійський автогонщик, перший чемпіон світу в класі гонок «Формула-1» 1950 р. (загинув у ДТП).
- 1971 — Георгій Добровольський, радянський космонавт українського походження, інженер-дослідник космічного корабля «Союз-11».
- 1973 — Василь Величковський, український релігійний і громадський діяч, єпископ УГКЦ, місіонер, блаженний священномученик УГКЦ
- 1978 — Георгій Авраменко, український актор і режисер
- 1995 — Георгій Береговий, льотчик-космонавт СРСР, двічі Герой Радянського Союзу (єдиний удостоєний першої зірки Героя за німецько-радянську війну, а другої — за політ в космос)
- 1995 — Назарій Яремчук, співак, народний артист України (*1951).
- 2000 — Микола Єременко (старший), білоруський і радянський актор театру й кіно
- 2001 — Чет (Честер) Аткінс, американський гітарист на прізвисько Містер Гітара, член Залу слави кантрі-музики
- 2005 — Генріх Алтунян, український політик, народний депутат України 1-го скликання (Народна Рада), дисидент та політв'язень радянських часів
- 2005 — Анатолій Базилевич, український художник, заслужений діяч мистецтв УРСР (1969), народний художник України (1993)
- 2009 — Піна Бауш, німецька танцівниця і хореограф